# 巨峰の王国まつり
巨峰の王国まつり（きょほうのおうこくまつり）は、毎年9月の第2～3土曜日、日曜日の2日間にわたり長野県東御市の東御中央公園（芝生公園）一帯で開催される、東信最大級のイベントである。

## 概要
主に、東御市や、旧東部町側の各種スポンサーにより、開催されている。
イベントとして、各種屋台や、ステージライブショー、巨峰などの無料配布、地元食材を使った料理の無料配布などがある。以前この祭りの最大のイベントであった、雷電鍋の20,000食無料配布のイベントが打ち切りになったため、地元食材を使った料理の無料配布に変わる形となった。
イメージキャラクターとして1992年に巨ん太くんが2001年にぷるるちゃんが登場した。
この2日間で約3～5万人が来場する大規模なイベントであり、
主に、旧東部町からの来場客が多いが、近隣市町村や県外などからの来場客も多い。来場客が非常に多く訪れ、会場や周辺が混雑する。

## 雷電鍋
以前は、ハウス食品が所有しており、ボーイスカウトにカレーをふるまうために作られた巨大鍋だったが、使い道がなくなったため、当時の東部町町長であった保科俶教が、ハウス食品から譲り受け、巨峰祭りの雷電鍋として使用されている。その鍋で、約2万食の雷電鍋を調理できる。巨峰の王国まつり最大のイベントである。
しかし、2006年の第15回開催をもって雷電鍋が打ち切りになることが決定し、地元食材を使った料理の無料配布に変わる形となった。

## テーマ
おいしい自然がいっぱい。さわやかな秋空のもと元気に遊ぼう。

## 交通
- 上信越自動車道東部湯の丸インターチェンジから車で3分
- 公共機関利用の場合しなの鉄道田中駅下車タクシー10分
- 臨時シャトルバスで、田中駅または、東御市文化会館サンテラスホールから。

## 駐車場
東御中央公園駐車場、サンテラスホール駐車場、東部中学校教職員駐車場。